# Tamariu
Tamariù est un village espagnol situé sur la Costa Brava, en Catalogne.